# Stazione di Castel Bolognese-Riolo Terme
La stazione di Castel Bolognese-Riolo Terme è una stazione ferroviaria posta lungo la linea 
Bologna–Ancona, e capolinea della ferrovia Castel Bolognese-Ravenna.
Serve il centro abitato di Castel Bolognese e la vicina località termale di Riolo Terme.
La gestione degli impianti è affidata a Rete Ferroviaria Italiana (RFI), controllata dal gruppo Ferrovie dello Stato Italiane.

## Storia
La stazione, allora denominata semplicemente Castel Bolognese, fu aperta il 1º settembre 1861 in occasione dell'attivazione della prima tratta (Bologna–Forlì) della linea Bologna–Ancona.
Il 24 agosto 1863, con l'attivazione della linea per Ravenna, divenne stazione di diramazione.
Dal 1914 al 1933 fu affiancata dalla stazione FVS, capolinea della linea per Riolo.
Nel gennaio 1959 mutò nome in Castel Bolognese-Riolo Terme, per evidenziare la vicinanza all'importante località termale.
Nel 1962 la stazione fu teatro di un grave incidente ferroviario, con 13 morti e 127 feriti.

## Strutture ed impianti
Il fabbricato viaggiatori è una struttura a tre corpi: quello centrale, su due livelli, mentre solo il piano terra è aperto ai viaggiatori. I due corpi laterali, invece, sono a ad un solo piano. Al piano terra sono ospiti i servizi per i viaggiatori.
La pianta dei fabbricati è rettangolare.
È presente uno scalo merci oggi non più in funzione.
Il piazzale si compone di cinque binari: i primi due sono dedicati alla linea Bologna–Ancona gli altri alla Castel Bolognese–Ravenna o per le precedenze fra i treni.
Nel corso dell’estate 2017, la stazione di Castel Bolognese è stata, assieme a quella di Imola, oggetto di importanti lavori di ristrutturazione e riqualificazione che hanno comportato l'investimento, da parte di RFI, di circa 1 500 000 euro. Gli interventi hanno previsto il rialzamento delle banchine fino a 55 cm per rendere più agevole la salita e la discesa dai treni, l'allungamento delle stesse banchine a 250 metri, la realizzazione di alcuni ascensori, nuovi servizi igienici, abbattimento delle barriere architettoniche, installazione di nuovi impianti di scarico e adduzione idrica, e un nuovo impianto elettrico.
Nel 2022 è stata allungata la banchina a servizio del già esistente binario 4 e del nuovo binario 5, creato per facilitare lo scambio fra i treni diretti a Ravenna e quelli in servizio sulla Bologna-Ancona.

## Movimento
La stazione è servita dai treni regionali svolti da Trenitalia Tper nell'ambito del contratto di servizio stipulato con la regione Emilia-Romagna.
In totale sono circa centonove i treni che effettuano servizio in questa stazione e le loro principali destinazioni sono: Bologna Centrale, Ancona, Ravenna, Rimini e Piacenza.
Al 2007, l'impianto risultava frequentato da un traffico giornaliero di circa 1500 persone.
A novembre 2019, la stazione risultava frequentata da un traffico giornaliero medio di circa 3 986 persone (1 840 saliti + 2 146 discesi).

## Servizi
La stazione è classificata da RFI nella categoria silver.
- Biglietteria a sportello
- Biglietteria automatica[7]
- Sala d'attesa
- Servizi igienici
- Bar